# 에클레시아 칼리지
에클레시아 칼리지(Ecclesia College)는 미국 아칸소주 스프링데일에 위치한 4년제 개신교 대학으로, 연방정부에서 인증한 Work College이다. 아칸소주 고등교육청(Department of Higher Education)에서 Association for Biblical Higher Education 프로그램으로 대학 교육 인가를 받았다. 에클레시아 대학은 1975년 전임 총장이자 음반 가수인 Twila Paris의 아버지인 Oren Paris II에 의해 설립되었다. 에클레시아는 그리스어로서 "부르심을 받은 자들"이라는 의미를 지나고 있다. 이 단어는 고대 그리스에서 사회에서 부름받아 여러 가지 정세들을 논의하는 사람들을 묘사하는데 사용되었다. 이는 "교회" 혹은 "의회"로 번역된다.

## 연혁
- 1975년 6월, Oren, Inez Paris 가족이 퇴역 군인 사역인 Ecclesia Inc.를 설립
- 1976년, 젊은이들을 선교사로 훈련하고 파송하는 단체인 Youth With A Mission(YWAM - 국제 예수전도단)으로써 활동 시작
- 1996년, Association for Biblical Higher Education 멤버쉽 신청
- 1997년 3월, 에클레시아 대학 이사회에서 Oren Paris III를 새 총장으로 선임
- 2003년 7월, 에클레시아 대학 이사회에서 Oren Paris II를 명예 총장으로 선임
- 2004년 3월, 이사회에서 다음과 같은 총장의 행정 위원회 구성원 임명을 승인 - the Academic Dean, the Assistant Dean, and four Director positions over Business and Finance, Student Services, Communications and Advancement.
- 2005년, ABHE 인가 받음. 온/오프라인 학위 프로그램 시작
- 2009년 7월, National Association of Independent Colleges and Universities (NAICU)의 멤버 편입
- 2012년 6월, 설립자 및 명예 총장인 Oren Paris II 소천. 같은 해 7월 부인인 Inez Paris가 명예 총장으로 추대됨
- 2013년 6월, 에클레시아 대학 38주년

## 학교 사명
고등교육기관으로서 에클레시아 대학의 사명은 예수 그리스도의 삶과 그 가치를 통해 사회의 기반을 견고히 하도록 실질적인 리더들을 섬기는데 있다.

## 학위 프로그램

### On Campus 프로그램
- 경영학 학사(B.S)
- 스포츠 관리 학사(B.S)
- 커뮤니케이션 사역 학사
- 기독교 상담학 학사
- 기독교 리더쉽 학사
- 음악 사역 학사
- 성경학 학사
- 일반교양전공 전문학사(2년과정)
- 성경학 전문학사(2년과정)

### Online 프로그램
- 기독교 리더쉽 석사
- 기독교 리더쉽 학사
- 성경학 학사
- 성경학 전문학사(2년과정)

## 사역
- Bibles for the Nations
- Ecclesia Children’s Ministries
- Ecclesia Prep
- Ecclesia Relief and Development
- Strategic Missions For Strategic Nations
- Twila Paris Productions

## 교육기관 인가
2005년 고등교육기관으로서 The Association for Biblical Higher Education으로부터 인가 받음.